# Шейтан кале
Шейтан кале или Кайляс (на гръцки: Καϊλιάς, Σεϊτάν Καλέ, Κάστρο Πρώτης) е средновековно отбранително съоръжение, разположено край сярското село Кюпкьой (Проти), Северна Гърция.

## Местоположение
Развалините на крепостта са на голямата височина от 915 m в планината Кушница (Пангео), на 4 km източно от Кюпкьой. Югоизточно срещу крепостта е Кюпкьойският манастир „Свето Възнесение Господне“.

## История
Крепостта не е идентифицирана с нито една от споменатите в историческите извори и историята ѝ не е известна. Липсата на препратки към такава мощна крепост с голямо селище означава, че тя вероятно не е оцеляла до средновизантийския период. От използването на варов разтвор, присъстващ в зидарията, крепостта се датира в III - IV век сл. Хр. и по-късно. Съществуването ѝ вероятно е свързано с експлоатацията на златните залежи на планината Кушница, но също и с добива на мрамор. В местността Гурнес или Гурнос, което е на 400 m северно от манастира има остатъци от древните златни мини.
На 1 km на североизток срещу крепостта, на подобно възвишение на планината, се намира крепостта Кайлес. Също така, наблизо и на подобно място на голяма надморска височина се намира крепостта Зарунджо, която вероятно датира от същата епоха.
Тези три укрепени селища на голяма надморска височина не са нещо обичайно. Обикновено такива селища са служели за убежища в опасни времена. Тази маркировка не помага много при датирането, но е съвместима с евентуалната датировка през IV век, тъй като тогава започват набезите на варварите раси хуни, готи, славяни и други, които опустошават низините на Тракия и Македония.

## Описание
Крепостта се простира по протежение на дълъг, тесен хребет на планината Кушница с посока изток - запад. От изток е отделена от скална шия. От юг има отвесни скали, а от север и запад има стръмни и полегати склонове. От крепостта са запазени развалините на периметърното укрепление със стена, която се поддържа на сравнително висока височина, достигаща на места до 4 m. Периметърът на замъка следва пресечения терен и е приблизително 270 m. Градежът на стената е от недялани камъни със свързващ хоросан между тях и малко керамика. От югоизточната и източната страна, където се намира шията, до северозападния ъгъл има непрекъсната стена с дължина 130 m с височина от 2 до 4 m. Най-добре запазени са частите от издължената северна страна.
Северната стена завършва в северозападния ъгъл, където има останки от кула, която вероятно е имала полукръгла форма. От тази кула започва западната страна, от чийто зид се виждат само няколко следи. Стръмната южна страна не е била укрепена, тъй като отвесните скали осигуряват естествена защита и я правят недостъпна.
В стените е имало селище. В гъстата растителност навсякъде се виждат основи на сгради, купчини камъни, разпръсната керамика, останки от сградите вътре в замъка. На върха са основите на двустайна правоъгълна сграда, а в източния ъгъл руините на срутена кръгла сграда.
Близо до югозападния ъгъл на крепостта има вертикална пещера, образувана в цепнатина в скалистата земя с дълбочина около 3 m.
По западния склон и извън стената има развалини от разрушени сгради, плътно присъствие на керамика, фрагменти от делви и основи на сгради. Изглежда, че селището се е простирало извън замъка, по протежение на западния склон на около 200 m. В това външно пространство, близо до и извън северозападния ъгъл на крепостта, има стена с дължина 4 m и височина 1,5 m, в която има 8 кръгли дупки с приблизително 30 cm, вероятно гнезда за дървени греди. Също така в района има конюшна, по-късна постройка, но не модерна, и точно до нея останки от ъгъл на каменна сграда с мазилка.